# Південне регіональне управління ДПС (Україна)
Південне регіональне управління (в/ч 1469) — територіальний орган Державної прикордонної служби України, охороняє ділянку державного кордону України загальною протяжністю 3441,8 км; із них сухопутна — 1978,468 км, морська — 842,7 км, річкова — 578,193 км, озерна — 43,4 км. Протяжність кордону з Румунією — 181,093 км, Республікою Молдовою — 1068,668 км, у тому числі 452 км — Придністровська ділянка.

## Історія
8 травня 1992 року в Одесі було створено Південне управління прикордонних військ України, на чолі якого став генерал-майор Володимир Бондар і розгорнуті три прикордонні загони — Могилів-Подільський, Котовський і Соборне.
У середині 1990-х років до складу управління входили 5 прикордонних загонів, 1 загін морської охорони та 5 окремих частин. Але незабаром до управління були приєднані об'єднання і частини, розташовані в Автономній Республіці Крим, які перебували в складі напрямку до 2000 року. Протяжність ділянки південного кордону склала 2854 км.

13 грудня 1995 року Південне управління прикордонних військ України реорганізовано в Південний напрямок з серйозними штатними змінами, підвищенням статусу командування відділів і служб. До складу напрямку увійшло 8 прикордонних загонів, 4 загони морської охорони та 9 окремих частин.
Починаючи c 2003 року, відповідно до Закону України, прикордонні війська реформовано в Державну прикордонну службу України, а напрямок реформовано в Південне регіональне управління Держприкордонслужби України. Змінилася не тільки назва. Змінився статус: прикордонні війська стали правоохоронним органом.
Починаючи з 2004 року, за сприяння уряду США, на ділянці регіонального управління реалізуються 3 проекти міжнародної технічної допомоги, в рамках яких в ряді пунктів пропуску на україно-молдавському кордоні встановлені портальні монітори, що дозволяють здійснювати радіаційний моніторинг і відеореєстрацію.
З 2005 до 2008 року на україно-молдавському кордоні працювала Місія Європейського союзу з прикордонної допомоги Молдові та Україні.
У 2005—2006 рр. прикордонна служба України отримала від міністерства оборони США дві партії техніки та обладнання для Південного регіонального управління Держприкордонслужби:
- У березні 2005 року Котовський прикордонний загін отримав партію техніки та обладнання на суму 650 тис. Доларів США
- 2 березня 2006 Котовський, Білгород-Дністровський, Могилів-Подільський та Ізмаїльський прикордонний загін отримали ще одну партію техніки та обладнання (автомобілі, мотоцикли, катери морської охорони, обладнання для паспортного контролю, стаціонарні металошукачі, апаратуру для фото-відео зйомки, технічні засоби для огляду автомобілів, радіостанції, пристрої радіаційного контролю, прилади нічного бачення, сейфи тощо) загальною вартістю 2 млн доларів США.

В кінці грудня 2019 до складу Південного управління увійшли Бердянський і Херсонський прикордонні загони розформованого рамках оптимізації структури та скорочення управлінської ланки Прикордонної служби Азово-Чорноморського регіонального управління.

## Структура
- Одеський прикордонний загін (м. Одеса)
- Подільський прикордонний загін (м. Подільськ)
- Білгород-Дністровський прикордонний загін (м. Білгород-Дністровський)
- Ізмаїльський прикордонний загін (м. Ізмаїл)
- Могилів-Подільський прикордонний загін (м. Могилів-Подільський)
- Бердянський прикордонний загін (м. Бердянськ)
- Херсонський прикордонний загін (м. Херсон)
- Одеський загін морської охорони (м. Одеса)
- Одеська окрема авіаційна ескадрилья (м. Одеса)
- Клінічний госпіталь Південного регіонального управління Державної прикордонної служби України (м. Одеса)
- Навчально-тренувальний загін морської охорони ДПС України (м. Ізмаїл)

Підрозділи дислокуються на території 5 областей (Вінницької, Одеської, Миколаївської, Херсонської, Запорізької) та XX прикордонних районів України. Безпосередньо державний кордон охороняють 60 відділів прикордонної служби. На ділянці відповідальності регіонального управління відповідними міжурядовими Угодами визначено 95 пунктів пропуску через державний кордон, з них функціонує 75, (міжнародних — 49, міждержавних — 12, місцевих — 14; за видами сполучень: автомобільних — 33, залізничних — 7, морських — 24, повітряних — 4, річкових — 7) та 3 контрольних пункти.

## Командування
- Генерал-лейтенант Бондар Володимир Михайлович (1992—2001 рр.)
- Генерал-лейтенант Яворський Аркадій Семенович (2001—2003 рр.)
- Генерал-лейтенант Мишаковський Віктор Юрійович (2003 — березень 2008 рр.)
- Генерал-майор Потомський Юрій Володимирович (березень 2008 — липень 2009 рр.)
- Генерал-лейтенант Мишаковський Віктор Юрійович  (липень 2009 — травень 2014 рр.)
- Генерал-майор Плешко Володимир Костянтинович  (травень 2014 — листопад 2014 рр.)
- Генерал-лейтенант Косік Сергій Миколайович  (листопад 2014 — листопад 2019 рр.)
- Генерал-майор Мул Сергій Анатолійович[4] (листопад 2019 — жовтень 2023 рр.)
- Бригадний генерал Петрів Юрій Петрович (жовтень 2023 — досі)